# 미즈타니 다쿠마
미즈타니 다쿠마(일본어: 水谷 拓磨, 1996년 4월 24일 ~ )는 일본의 축구 선수이다. 과거 시미즈 에스펄스에서 활동하였다.

## 구단 경력
그는 2014년부터 J리그의 시미즈 에스펄스, AC 나가노 파르세이루, 블라우블리츠 아키타에서 뛰었다.

## 국가대표팀 경력
그는 2013년 FIFA U-17 월드컵에 참가할 일본 U-17 국가대표팀에 발탁되었으며, 3경기에 출전했다.